# Canada's Walk of Fame

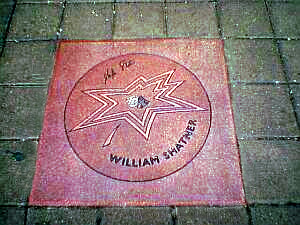
Ster van William Shatner

Op Canada's Walk of Fame in Nederlands: De Wandel van Canadees roem in Toronto (Ontario) zijn grote kleurige tegels met een ster aangebracht elk met de naam van een Canadese beroemdheid uit de wereld van film en theater, literatuur, muziek, radio en televisie en sport. De Walk of Fame loopt langs de Roy Thomson Hall, het Princess of Wales Theatre, en het Royal Alexandra Theatre aan de King Street en Simcoe Street in Toronto.
In 1994 kwam Peter Soumalias met het idee van een variant op de Hollywood Walk of Fame voor bekende inwoners uit Toronto. Zijn idee werd afgewezen, maar hij bleef actief lobbyen voor een Canadese variant. Een aantal jaren later, in 1998 werden de eerste sterren gelegd. Bij de onthulling van de eerste twaalf sterren waren vier van de sterren (waaronder Norman Jewison en Rich Little) zelf bij de onthulling aanwezig. Tegenwoordig wordt de ceremonie ook uitgezonden door de Canadese zender CTV.
Op de Walk of Fame zijn meer dan 100 sterren te vinden van bekende sterren als Pamela Anderson, Céline Dion, Neil Young. De acteursfamilie Donald Sutherland, Shirley Douglas en Kiefer Sutherland is met drie sterren vertegenwoordigd,

## Lijst van sterren
| Naam                     | Beroep                              | Geboren                          | Plaatsing |
| ------------------------ | ----------------------------------- | -------------------------------- | --------- |
| Finn Wolfhard            | acteur, model, zanger               | Vancouver, Brits Columbia        | 2016      |
| Finet Leppers            | actrice, model                      | Vancouver, Brits Columbia        | 2016      |
| Paul Anka                | zanger, songwriter                  | Ottawa, Ontario                  | 2005      |
| Denys Arcand             | filmregisseur                       | Deschambault, Quebec             | 2004      |
| Jann Arden               | muzikant                            | Calgary, Alberta                 | 2007      |
| Kenojuak Ashevak         | schilder, beeldhouwer               | Cape Dorset, Nunavut             | 2001      |
| Margaret Atwood          | schrijver                           | Ottawa, Ontario                  | 2001      |
| Dan Aykroyd              | acteur                              | Ottawa, Ontario                  | 2002      |
| Jean Béliveau            | hockeyspeler                        | Trois-Rivières, Quebec           | 2001      |
| Pierre Berton            | schrijver                           | Whitehorse, Yukon                | 1998      |
| Scotty Bowman            | hockeycoach                         | Montreal, Quebec                 | 2003      |
| Johnny Bower             | hockeyspeler                        | Prince Albert, Saskatchewan      | 2007      |
| Kurt Browning            | kunstschaatser                      | Caroline, Alberta                | 2001      |
| John Candy               | acteur                              | Toronto, Ontario                 | 1998      |
| Jim Carrey               | acteur                              | Newmarket, Ontario               | 1998      |
| Juliette Cavazzi         | zangeres                            | Winnipeg, Manitoba               | 1999      |
| George Chuvalo           | bokser                              | Toronto, Ontario                 | 2005      |
| Cirque du Soleil         | circuscompagnie                     | Gaspé, Quebec                    | 2002      |
| Michael Cohl             | muziekproducer                      | Toronto, Ontario                 | 2005      |
| Alex Colville            | kunstschilder                       | Toronto, Ontario                 | 2002      |
| Pierre Cossette          | muziekproducer                      | Valleyfield, Quebec              | 2005      |
| Toller Cranston          | kunstschaatser                      | Hamilton, Quebec                 | 2003      |
| Crazy Canucks            | skiërsgroep                         |                                  | 2006      |
| David Cronenberg         | regisseur                           | Toronto, Ontario                 | 1999      |
| Hume Cronyn              | acteur                              | London, Ontario                  | 1999      |
| Céline Dion              | zangeres                            | Charlemagne, Quebec              | 1999      |
| Shirley Douglas          | actrice                             | Weyburn, Saskatchewan            | 2004      |
| Jim Elder                | ruiter                              | Toronto, Ontario                 | 2003      |
| Linda Evangelista        | model                               | St. Catharines, Ontario          | 2003      |
| Timothy Findley          | auteur                              | Toronto, Ontario                 | 2002      |
| Maureen Forrester        | zangeres                            | Montreal, Quebec                 | 2000      |
| David Foster             | muziekproducer                      | Victoria, Brits Columbia         | 2002      |
| Michael J. Fox           | acteur                              | Edmonton, Alberta                | 2000      |
| Brendan Fraser           | acteur                              | Indianapolis, Indiana            | 2006      |
| Glenn Gould              | pianist                             | Toronto, Ontario                 | 1998      |
| Robert Goulet            | zanger, acteur                      | Lawrence, Massachusetts          | 2006      |
| Nancy Greene             | skiër                               | Ottawa, Ontario                  | 1999      |
| Wayne Gretzky            | ijshockeyspeler                     | Brantford, Ontario               | 2002      |
| The Guess Who            | rockgroep                           |                                  | 2001      |
| Monty Hall               | quizmaster                          | Winnipeg, Manitoba               | 2002      |
| Rick Hansen              | atlete                              | Williams Lake, Brits Columbia    | 2007      |
| Rex Harrington           | balletdanser                        | Peterborough, Ontario            | 2005      |
| Ronnie Hawkins           | muzikant                            | Huntsville, Arkansas             | 2002      |
| Jill Hennessey           | actrice                             | Edmonton, Alberta                | 2007      |
| Arthur Hiller            | regisseur                           | Edmonton, Alberta                | 2002      |
| Gordie Howe              | hockeyspeler                        | Floral, Saskatchewan             | 2000      |
| William Hutt             | toneelspeler                        | Toronto, Ontario                 | 2000      |
| Lou Jacobi               | acteur                              | Toronto, Ontario                 | 1999      |
| Ferguson Jenkins         | honkbalspeler                       | Chatham, Ontario                 | 2001      |
| Harry Jerome             | sprinter                            | Prince Albert, Saskatchewan      | 2001      |
| Norman Jewison           | regisseur                           | Toronto, Ontario                 | 1998      |
| Lynn Johnston            | cartoonist                          | Collingwood, Ontario             | 2003      |
| Karen Kain               | balletdanseres                      | Hamilton, Ontario                | 1998      |
| John Kay                 | muzikant                            | Toronto, Ontario                 | 1998      |
| Diana Krall              | muzikant                            | Nanaimo, Brits Columbia          | 2004      |
| Daniel Lanois            | muziekproducer                      | Hull, Quebec                     | 2005      |
| Mario Lemieux            | ijshockeyspeler                     | Montreal, Quebec                 | 2004      |
| Robert Lepage            | regisseur                           | Quebec, Quebec                   | 2001      |
| Eugene Levy              | komiek                              | Hamilton, Ontario                | 2006      |
| Gordon Lightfoot         | muzikant                            | Orillia, Ontario                 | 1998      |
| Rich Little              | stemacteur                          | Ottawa, Ontario                  | 1998      |
| Guy Lombardo             | violist                             | London, Ontario                  | 2002      |
| Louis B. Mayer           | oprichter van MGM                   | Minsk, Belarus                   | 2004      |
| Lorne Michaels           | producer                            | Toronto, Ontario                 | 2003      |
| Joni Mitchell            | zangeres                            | Fort Macleod, Alberta            | 2000      |
| Alanis Morissette        | zangeres                            | Ottawa, Ontario                  | 2005      |
| Farley Mowat             | auteur                              | Ottawa, Ontario                  | 2010      |
| Anne Murray              | zangeres                            | Springhill, Nova Scotia          | 1998      |
| Mike Myers               | acteur, komiek                      | Scarborough, Ontario             | 2003      |
| Nickelback               | rockgroep                           | Hanna, Alberta                   | 2007      |
| Leslie Nielsen           | acteur                              | Regina, Saskatchewan             | 2001      |
| Catherine O'Hara         | actrice                             | Toronto, Ontario                 | 2007      |
| Bobby Orr                | ijshockeyspeler                     | Parry Sound, Ontario             | 1998      |
| Walter Ostanek           | muzikant, de Polka Koning           | Duparquet, Quebec                | 2001      |
| Mary Pickford            | actrice                             | Toronto, Ontario                 | 1999      |
| Gordon Pinsent           | acteur                              | Grand Falls, Newfoundland        | 2007      |
| Luc Plamondon            | muzikant                            | Saint-Raymond, Quebec            | 2003      |
| Christopher Plummer      | acteur                              | Toronto, Ontario                 | 1998      |
| Ivan Reitman             | regisseur, producer                 | Komárno, Czechoslovakia          | 2001      |
| Ginette Reno             | zangeres                            | Montreal, Quebec                 | 2000      |
| Maurice Richard          | ijshockeyspeler                     | Montreal, Quebec                 | 1999      |
| Jean-Paul Riopelle       | schilder, beeldhouwer               | Montreal, Quebec                 | 2000      |
| Lloyd Robertson          | journalist, nieuwslezer             | Stratford, Ontario               | 2007      |
| Robbie Robertson         | muzikant                            | Toronto, Ontario                 | 2003      |
| Royal Canadian Air Farce | comediegroep                        | Montreal, Quebec                 | 2000      |
| Rush                     | rockgroep                           | Toronto, Ontario                 | 1999      |
| Buffy Sainte-Marie       | zangeres, actrice                   | Piapot Reserve, Saskatchewan     | 1999      |
| Barbara Ann Scott        | kunstschaatsster                    | Ottawa, Ontario                  | 1999      |
| Second City Television   | comediegroep                        | Toronto, Ontario                 | 2002      |
| Mack Sennett             | mede-oprichter Keystone productions | Montreal, Quebec                 | 2004      |
| Paul Shaffer             | muzikant                            | Thunder Bay, Ontario             | 2006      |
| William Shatner          | acteur                              | Montreal, Quebec                 | 2000      |
| Helen Shaver             | actrice                             | St. Thomas, Ontario              | 2004      |
| Martin Short             | acteur                              | Hamilton, Ontario                | 2000      |
| David Steinberg          | acteur, regisseur                   | Winnipeg, Manitoba               | 2003      |
| Teresa Stratas           | operazangeres                       | Toronto, Ontario                 | 2001      |
| Donald Sutherland        | acteur                              | Saint John, New Brunswick        | 2000      |
| Kiefer Sutherland        | acteur                              | St. Thomas, Ontario              | 2005      |
| Veronica Tennant         | balletdanseres                      | London, Ontario                  | 2001      |
| The Tragically Hip       | rockgroep                           | Kingston, Ontario                | 2002      |
| Alex Trebek              | presentator van Jeopardy            | Sudbury, Ontario                 | 2006      |
| Shania Twain             | zangeres                            | Windsor, Ontario                 | 2003      |
| Jacques Villeneuve       | coureur                             | Saint-Jean-sur-Richelieu, Quebec | 1998      |
| Jack Warner              | mede-oprichter van Warner Bros.     | London, Ontario                  | 2004      |
| Wayne and Shuster        | komedieduo                          | Toronto, Ontario                 | 1999      |
| Fay Wray                 | actrice                             | Cardston, Alberta                | 2005      |
| Neil Young               | zanger                              | Toronto, Ontario                 |           |
| Justin Bieber            | zanger                              | London, Ontario                  |           |

|  |  |  |  |
|  |  |  |  |
|  |  |  |  |